# Cary Building (Nueva York)
Cary Building es un edificio histórico ubicado en Nueva York, Nueva York. El edificio se encuentra inscrito en el Registro Nacional de Lugares Históricos desde el 15 de septiembre de 1983.  

## Historia
El edificio se encuentra dentro del condado de Nueva York en las coordenadas 40°42′55″N 74°00′30″O / 40.715278, -74.008333, en 105-107 Chambers Street, que se extiende a lo largo de Church Street hasta Reade Street, en el barrio de Tribeca de Manhattan, Nueva York. Fue construido en 1856-1857 y fue diseñado por Gamaliel King y John Kellum ("King & Kellum" ) en el estilo renacentista del Renacimiento italiano, con la fachada de hierro fundido proporcionada por Architectural Iron Work de Daniel D. Badger. El edificio de cinco pisos y fachadas gemelas fue construido para Cary, Howard & Sanger de William H. Cary, una empresa de productos secos.
Aunque construido como estructura comercial, el edificio Cary ahora es residencial. Como resultado de la ampliación de Church Street en la década de 1920, ahora se expone una pared de ladrillo sin adornos de 200 pies de largo en el lado este del edificio; como observó Christopher Gray en The New York Times, comparando la estructura con edificios de hierro fundido con fachadas oscurecidas por letreros modernos, "No hay muy poco del Cary Building, sino demasiado".
En 1973, se encargó al artista Knox Martin que creara un dosel de 280 pies que envolviera el edificio. Ada Louise Huxtable escribió en The New York Times : "... le dio crédito a Knox Martin por los gráficos, incluido el supersigno en el costado del edificio y el toldo abstracto continuo y brillantemente estampado que protege las tiendas. Es un buen ejemplo de la combinación de lo nuevo con lo antiguo para la practicidad, la continuidad y el arte".
Fue designado como un hito de la ciudad de Nueva York en 1982 y fue incluido en el Registro Nacional de Lugares Históricos en 1983. El edificio fue una vez el hogar de The New York Sun.